# Três Nações 2003
O Três Nações 2003 foi a VIII edição do Torneio, a competição esportiva internacional anual de rugby entre a Austrália (Wallabies), Nova Zelândia (All Blacks) e a África do Sul (Springboks).
O torneio foi disputado entre os dias 12 de Julho e 16 de Agosto.
Os times se enfrantaram em jogos de ida e volta, vencedora foi a seleção neozelandesa os All Blacks (5º título), ganhando a Copa Bledisloe (contra a Austrália).

## Jogos
| 12 de Julho de 2003 |         |           |                                  |
| África do Sul       | 26 - 22 | Austrália | Newlands Stadium, Cidade do Cabo |
|                     |         |           | Newlands Stadium, Cidade do Cabo |

| 19 de Julho de 2003 |         |               |                                   |
| África do Sul       | 16 - 52 | Nova Zelândia | Loftus Versfeld Stadium, Pretória |
|                     |         |               | Loftus Versfeld Stadium, Pretória |

| 26 de Julho de 2003 |         |               |                         |
| Austrália           | 21 - 50 | Nova Zelândia | Telstra Stadium, Sydney |
|                     |         |               | Telstra Stadium, Sydney |

| 2 de Agosto de 2003 |        |               |                           |
| Austrália           | 29 - 9 | África do Sul | Suncorp Stadium, Brisbane |
|                     |        |               | Suncorp Stadium, Brisbane |

| 9 de Agosto de 2003 |         |               |                     |
| Nova Zelândia       | 19 - 11 | África do Sul | Carisbrook, Dunedin |
|                     |         |               | Carisbrook, Dunedin |

| 16 de Agosto de 2003 |         |           |                     |
| Nova Zelândia        | 21 - 17 | Austrália | Eden Park, Auckland |
|                      |         |           | Eden Park, Auckland |

## Classificação
| Seleção       | Vitórias | Empates | Derrotas | Pontos a favor | Pontos contra | Pontos +/- | Bonus | Pontos |
| ------------- | -------- | ------- | -------- | -------------- | ------------- | ---------- | ----- | ------ |
| Nova Zelândia | 4        | 0       | 0        | 142            | 65            | +77        | 2     | 18     |
| Austrália     | 1        | 0       | 3        | 89             | 106           | -17        | 2     | 6      |
| África do Sul | 1        | 0       | 3        | 62             | 122           | -60        | 0     | 4      |

Pontuação: Vitória=4, Empate=2, Derrota=0, Bônus para equipe que fizer 4 ou mais tries = + 1, Bônus para equipe que perder por 7 pontos ou menos = + 1.

## Campeã
| Três Nações 2003                              |
| --------------------------------------------- |
| Nova Zelândia (All Blacks) Campeã (5º título) |